# Michaela Kubíčková
Michaela Kubíčková (* 12. April 1994 in Budweis) ist eine tschechische Beachvolleyballspielerin.

## Karriere
Kubíčková hatte ihren ersten internationalen Auftritt 2010 bei der U18-Europameisterschaft in Porto mit Michaela Madlova. Danach spielte sie zunächst Volleyball in der Halle und beschäftigte sich mit einer Karriere als Bioanalytikerin. 2017 und 2018 spielte sie mit Hana Klimešová einige nationale Beach-Turniere. Beim Ein-Stern-Turnier im August 2018 trat sie mit Karin Žolnerčíková erstmals auf der FIVB World Tour an.
Danach bildete sie das aktuelle Duo mit Michala Kvapilová. Kubíčková/Kvapilová traten im Herbst noch in Qinzhou (3 Sterne), Yangzhou (4 Sterne) und Chetumal, wo sie beim Drei-Sterne-Turnier als Neunte erstmals die Top 10 erreichten. In der ersten Jahreshälfte 2019 spielten sie diverse Turniere unterschiedlicher Kategorien der World Tour. Dabei schafften sie neunte Plätze beim Drei-Sterne-Turnier in Sydney und bei den Zwei-Sterne-Turnieren in Phnom Penh, Aydın und Nanjing. Im Juli unterlagen sie beim Zwei-Sterne-Turnier in Qidong erst im Finale dem einheimischen Duo Wang Jingzhe und Wen Shuhui. Danach wurden sie in Edmonton (drei Sterne) wieder Neunte, bevor sie in Wien (fünf Sterne) früh ausschieden. Bei der EM in Moskau wurden sie nur Dritte in der Vorrundengruppe, erreichten dann aber mit zwei Siegen in der KO-Phase das Viertelfinale, das sie gegen die Schweizerinnen Heidrich/Vergé-Dépré verloren. Sie nahmen auch beim World Tour Final teil und belegten den 25. Platz. Außerdem spielten sie 2019 einige nationale Turniere in unterschiedlichen Ländern. Dabei siegten sie in Prag und Przysucha und wurden in Olten und Brünn Zweite.
Auf der World Tour 2019/20 blieb ihnen nach dem Turnier in Chetumal im November nur noch das Ein-Stern-Turnier in Baden, das sie auf dem fünften Rang beendeten. Bei der EM in Jūrmala mussten sie sich als Gruppenzweite in der ersten KO-Runde dem französischen Duo Jupiter/Chamereau geschlagen geben. Auf nationalen Turnieren gab es einen zweiten Platz in Litoměřice und Siege in Chodov und Cieszyn. Auf zwei Turnieren der deutschen Comdirect Beach Tour 2020 wurden sie erst Fünfte, dann Zweite. Im Februar 2021 bildeten sie mit Esmée Böbner und Zoé Vergé-Dépré beim Nations Clash in Düsseldorf ein tschechisch-schweizerisches Team, das den letzten Platz belegte.